# خان
خان یک عنوان تاریخی ترکی و مغولی است که در میان قبایل کوچ‌نشین استپ‌های اوراسیای مرکزی و شرقی برای اشاره به پادشاه به‌کار می‌رفت. این عنوان نخستین‌بار در میان روران‌ها و سپس گوک‌ترک‌ها به‌عنوان گونه‌ای از خاقان (فرمانروا، امپراتور) ظاهر شد و به‌معنای حاکم تابع بود. در امپراتوری سلجوقی، این عنوان عالی‌ترین مقام اشرافی بود که بالاتر از ملک (پادشاه) و امیر (شاهزاده) قرار داشت. در امپراتوری مغول، خان به حاکم یک اردو یا گروهی از مردم اشاره داشت، در حالی که فرمانروای تمامی مغول‌ها را خاقان یا خان بزرگ می‌نامیدند. این عنوان هنوز هم برای اشاره به رئیس یک قبیله یا طایفه پشتون کاربرد دارد.
در دوره‌های بعد، اهمیت این عنوان کاهش یافت. در دوره صفوی و قاجار، خان به ژنرال نظامی یا مقام بلندمرتبه‌ای اطلاق می‌شد که بر یک استان حکومت می‌کرد. در هند مغولی نیز، عنوانی اشرافی برای درباریان عالی‌رتبه بود. پس از سقوط مغول‌ها، این عنوان به‌طور گسترده و بی‌رویه استفاده شد و به یک نام خانوادگی تبدیل گشت. عنوان خان و شکل‌های مؤنث آن در بسیاری از اسامی شخصی دیده می‌شود، اغلب بدون معنای سیاسی یا اشرافی، هرچند هنوز هم بخشی از اسامی نجیب‌زادگان به‌شمار می‌رود.

## ریشه‌شناسی واژه
خاستگاه واژه خان مورد اختلاف است و به‌طور دقیق شناخته‌شده نیست؛ احتمالاً واژه‌ای وام‌گرفته از زبان روران بوده است. منشأ ترکی و پارا-مغولی برای این واژه توسط شماری از پژوهشگران از جمله رامستد، شیرااتوری، سینور و دورفر پیشنهاد شده، و گفته می‌شود که نخستین‌بار توسط قوم ژیان‌بی استفاده شده است.
دایبو (۲۰۰۷) پیشنهاد می‌کند که ریشه نهایی واژگان خاقان/خان از زبان ایرانی میانه و واژهٔ بازسازی‌شدهٔ *hva-kama- به معنای «فرمانروای خویشتن، امپراتور» گرفته شده است، که با دیدگاه بنونیست (۱۹۶۶) همخوانی دارد. ساولی‌یف و جئونگ (۲۰۲۰) نیز اشاره می‌کنند که ریشه واژه‌های خاقان/خان و همتای مؤنث آن خاتون ممکن است از زبان‌های ایرانی شرقی، به‌ویژه از زبان سَکای اولیه آمده باشد. آنان واژه بازسازی‌شدهٔ *hvatuñ را با واژه‌های سغدی attested همچون xwt'w به معنای فرمانروا (< *hva-tāvya-) و xwt'yn به معنای همسر فرمانروا (< *hva-tāvyani) مقایسه می‌کنند.

## تاریخ
معنا و مفهوم واژه خان به زمینه‌های تاریخی و اجتماعی بستگی دارد و معنی آن بسته به مکان و دوره تاریخی بسیار متفاوت است. به عنوان مثال، در دوره امپراتوری مغول، این عنوان به خانواده نخبگان حاکم به عنوان صفت حاکمیت و تبار در خانواده چنگیزخان محدود می‌شد، در حالی که در زمان صفویان، یک عنوان برای منصب فرماندار بود (پایین‌تر از مقام بیگلربیگی). در اواخر دوره قاجار، هنگامی که عناوین گسترش می‌یافت، استفاده از عنوان خان، از سران قبایل گرفته تا افراد با اقتدار یا صرفاً عنوانی برای احترام بود، و در دوره معاصر در ایران ممکن است به نام هر شخصی به عنوان احترام افزوده شود. همچنین می‌تواند به عنوان فرم آدرس یا به عنوان بخشی از نام مکان استفاده شود. به عنوان مثال، خانبالیق (پکن کنونی) پایتخت قوبلای خان. از دوره مغول تا قرن نوزدهم میلادی، عنوان خان از مغولستان تا سراسر آسیای مرکزی و ایران، و در امپراتوری عثمانی مورد استفاده قرار می‌گرفت. امروزه همچنان در آسیای میانه، هند و پاکستان کاربرد دارد، اما در ایران و ترکیه بسیار کمتر استفاده می‌شود.

## عنوان‌های مشابه در کشورهای اروپایی
- ایتالیا و اسپانیا: دن
- بریتانیا: سر
- فرانسه: کنت

## خان‌های ایران

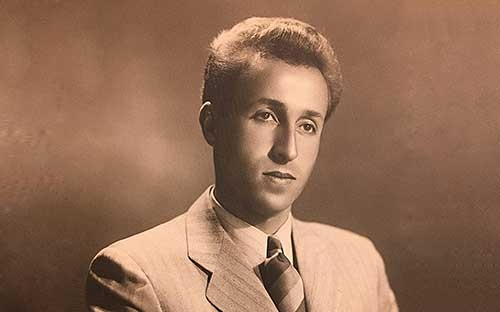
امان‌الله عامری (خان کرمان) در جوانی

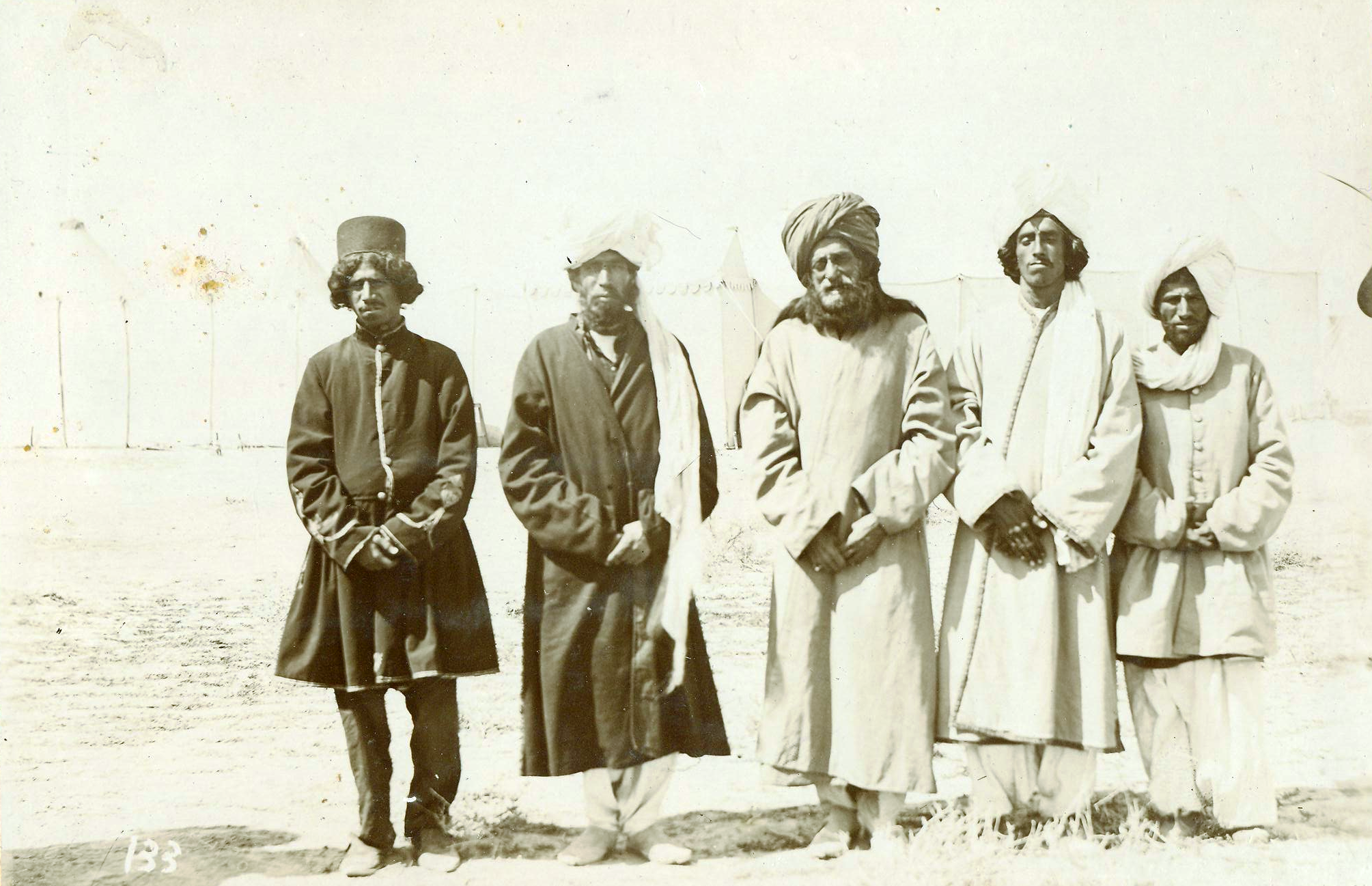
خوانین بلوچ در دورهٔ قاجار، ۱۳۲۰ ه‍.ق (حدود ۱۹۰۲ میلادی) ۱۲۸۱ خورشیدی

- خوانین قشقایی
- خوانین شاهسون
- خوانین بالاگریوه
- خوانین باصری
- خوانین ممسنی
- خوانین بویراحمدی
- خوانین بلوچ و زابلستان
- خوانین لیراوی
- خوانین لرستان
- خوانین دریکوند
- خوانین بستک و جهانگیریه
- خوانین جیرفت و رودبارجنوب
- خوانین بختیاری
- خوانین بهمئی
- خوانین کرمان
- خوانین کرمانشاه
- خوانین کردستان
- خوانین بهبهان